# Acantholecanium haloxyloni
Acantholecanium haloxyloni (лат.) — вид полужесткокрылых насекомых-кокцид рода Acantholecanium из семейства ложнощитовки (Coccidae).

## Распространение
Африка: Египет. Азия: Израиль, Иордания, Таджикистан, Туркменистан.

## Описание
Самки широко овальные, сильно сферически выпуклые. Вентральная поверхность плоская. Основная окраска спинной стороны серая и желтовато-зелёная. Анальные пластинки тёмно-коричневые.
Питаются соками корней таких растений, как Haloxylon schweinfurthii, Haloxylon articulatum, Hammada salicornium, Salsola richteri, Suaeda vermiculata (Amaranthaceae).
Вид был впервые описан в 1926 году энтомологом У. Дж. Холлом (Hall, W. J.) как Ctenochiton haloxyloni.
Таксон Acantholecanium haloxyloni выделен в отдельный монотипический род Acantholecanium Borchsenius, 1949. Видовое название происходит от родового имени растения-хозяина (Haloxylon), на котором происходит развитие червецов.